# چلوسین
چلوسین (به انگلیسی: Chelosin) یک کشتی بود که طول آن ۱۷۵٫۵ فوت (۵۳٫۵ متر) بود. این کشتی  در سال ۱۹۱۱ ساخته شد.